# هيئة تنمية السياحة النيجيرية

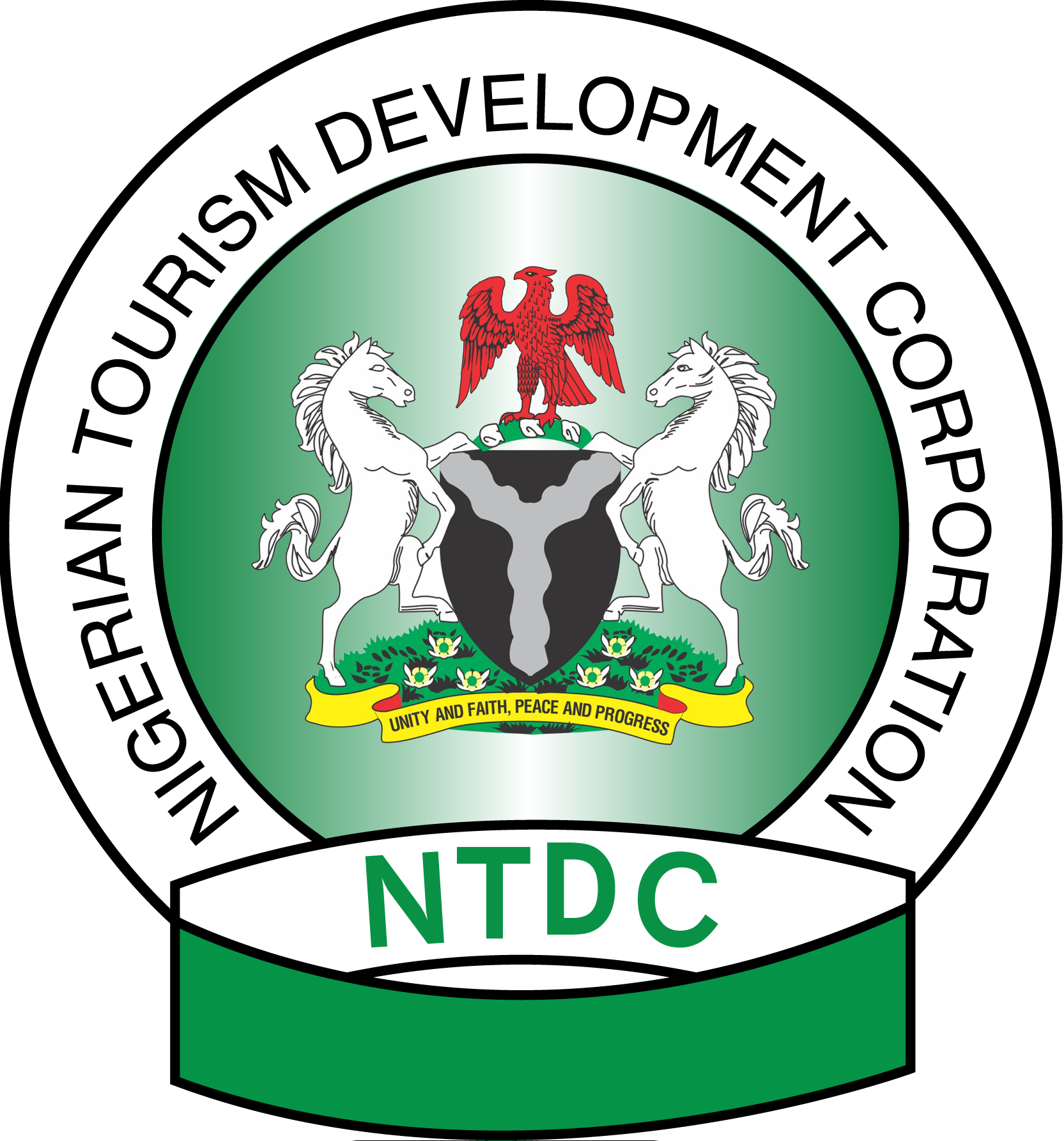

هيئة تنمية السياحة النيجيرية (بالإنجليزية: Nigerian Tourism Development Corporation)‏ هي وكالة تابعة لنيجيريا، وتحديدًا للوزارة الاتحادية للسياحة والثقافة والتوجيه الوطني، المسئولة عن التنمية الشاملة للسياحة في البلاد.

## التاريخ
في عام 1962، تم إنشاء جمعية السياحة النيجيرية، بدون سلطات تنظيمية. وفي عام 1976 أصدر المجلس العسكري الأعلى الذي يحكم البلاد المرسوم رقم 54 الذي أنشأ مجلس السياحة النيجيري، وهو أول هيئة تنظيمية للسياحة في البلاد. تأسست شركة تنمية السياحة النيجيرية في عام 1992 بموجب المرسوم رقم 81. كما تم إنشاء المجلس الوطني للتجارة والسياحة وأوكلت إليه مهمة تنسيق تخطيط وتنمية السياحة. وترأس وزير التجارة والسياحة المجلس الذي حضر فيه مفوضو الدولة للتجارة والسياحة وممثلو وكلاء السفر وأصحاب الفنادق وجمعيات المطاعم ومنظمو الرحلات ومختلف شركات الطيران.
بعد انتقال البلاد إلى الحكومة المدنية في عام 1999، حدد الدستور الجديد السلطة التنظيمية للحكومة الفيدرالية «لحركة السياحة وحدها». في عام 2017 صوت مجلس الشيوخ النيجيري لتعديل قانون عام 1992، في إعادة تسمية الوكالة باسم هيئة تنمية السياحة النيجيرية، ومن بين أمور أخرى السماح لها بإنشاء شركة تشغيل الرحلات، تسمى مكتب السفر الوطني والتي من شأنها أن تقدم الخدمات داخل وخارج نيجيريا.
ويضع القانون منظم الرحلات السياحية تحت عنوان «مبادئ القطاع الخاص» بمعنى أنه «يجب أن يضمن أن الإيرادات المتراكمة للمكتب من الخدمات التي يقدمها المكتب لا تقل عن كافية لتغطية التكلفة الإجمالية لتقديم هذه الخدمات».

## روابط خارجية
" تفويض إدارة السياحة ومبادرة كوجي " بقلم فرانك ميك، ذا صن : الحجة لإنشاء وزارة منفصلة للسياحة